# Martin Cullen
Martin Cullen, irl. Máirtín Ó Cuilinn (ur. 2 listopada 1954 w Waterford) – irlandzki polityk i przedsiębiorca, parlamentarzysta, w latach 2002–2010 minister.

## Życiorys
Kształcił się w Waterpark College i w Regional Technical College. Pracował w sektorze prywatnym, m.in. w branży marketingowej. Był dyrektorem zarządzającym irlandzkiej federacji zrzeszającej przedsiębiorstwa transportowe, kierował również regionalną organizacją turystyczną. Od 1993 do 1994 pełnił funkcję burmistrza swojej rodzinnej miejscowości, zasiadał też w radzie miejskiej.
Zaangażował się w działalność polityczną w ramach Progresywnych Demokratów. W 1987 po raz pierwszy został wybrany do Dáil Éireann, nie utrzymał miejsca w niższej izbie irlandzkiego parlamentu w kolejnych wyborach z 1989. W tym samym roku powołany przez premiera w skład Seanad Éireann. W 1992 ponownie został Teachta Dála, mandat posła do Dáil Éireann odnawiał w wyborach w 1997, 2002 i 2007. W trakcie 27. kadencji parlamentu przeszedł do Fianna Fáil.
W lipcu 1997 został ministrem stanu (sekretarzem stanu niewchodzącym w skład gabinetu) w departamencie finansów. W czerwcu 2002 premier Bertie Ahern powołał go na ministra środowiska i samorządu lokalnego. We wrześniu 2004 przeszedł na urząd ministra transportu, a w czerwcu 2007 na urząd ministra spraw społecznych i rodziny. W maju 2008 został ministrem sztuki, sportu i turystyki w gabinecie Briana Cowena. Ustąpił w marcu 2010 z powodów zdrowotnych, rezygnując także z mandatu deputowanego.